# Brug 2294
Brug 2294 is een bouwkundig kunstwerk in Amsterdam-Oost. 
De brug vormt sinds de periode 2000-2008 de verbinding tussen Volktuinpark Klein-Dantzig en Park Frankendael. Het park werd in die periode onder leiding van landschapsarchitectenbureau Sant & Co van Edwin Santhagens gerenoveerd en klaar gemaakt voor de 21e eeuw. Daarbij werd ook de afwatering gewijzigd. Voor nieuwe voet/fietspaden en waterwegen waren nieuwe bruggen nodig. De grote bruggen kregen een gelijk uiterlijk mee, maar deze wijkt af. Daar waar de Mien Ruysbrug (brugnummer 1944), Elgar Vosbrug (2296) en Maria Sibylla Merianbrug (2297) vaste  bruggen werden werd hier een ophaalbrug geplaatst, wel naar ontwerp van Edwin Santhagens. De reden daartoe is onduidelijk want er is hier geen commerciële scheepvaart. Ze overspant dan wel een vrij relatief brede waterscheiding, maar dat maakt deel uit van de waterhuishouding van het park; alle omringende bruggen zijn vaste bruggen. De brug moest in 2018 hersteld worden; ze had last van houtrot; een firma gespecialiseerd in het verhelpen van die klachten hoefde geen nieuwe brug te plaatsen; alleen het houtrot vervangen. Van de grote bruggen is deze brug 2994 nog zonder naamstelling (gegevens april 2020).
De brug met enkele aanbruggen rust op een betonnen paalfundering met daarop betonnen jukken. Over de jukken lopen houten balken met een houten dek. Leuningen worden gevormd door houten staanders waartussen een metalen balk en staalkabels.
De gemeente had deze brug op het oog voor een hernoeming naar buurtbewoner Elgar Vos, echter de brug was toen net in onderhoud. Brug 2296 werd daarop de Elgar Vosbrug.